# قطعنامه ۱۵۰۸ شورای امنیت
قطعنامه ۱۵۰۸ شورای امنیت سازمان ملل متحد که در تاریخ ۱۹ سپتامبر ۲۰۰۳ تصویب شد، سندی بین‌المللی دربارهٔ بررسی وضعیت در سیرالئون است. این قطعنامه طی نشست ۴۸۲۹ام با ۱۵ رای موافق، ۰ مخالف و ۰ ممتنع تصویب شد.